# رنه فان هووه
رنه فان هووه (هلندی: René van Hove; ۱۱ آوریل ۱۹۱۳ – ۱۹ اوت ۱۹۹۷) دوچرخه‌سوار اهل هلند بود.